# Roman Jakimowicz
Roman Jakimowicz (ur. 30 kwietnia 1889 w Jurjewie Polskim, zm. 2 stycznia 1951 w Toruniu) – polski archeolog, doktor habilitowany (1934), od 1946 profesor Uniwersytetu Mikołaja Kopernika w Toruniu; w latach 1924–1939 redaktor „Wiadomości Archeologicznych”, organizator i pierwszy dyrektor (1928–1939) Państwowego Muzeum Archeologicznego w Warszawie.

## Życiorys
Był synem lekarza Jana Jakimowicza i Marii z domu Zalcman, nauczycielki muzyki. Uczył się w gimnazjum (rosyjskim) w Piotrkowie Trybunalskim do strajku szkolnego w lutym 1905, następnie w polskim gimnazjum Chrzanowskiego w Warszawie w roku szkolnym 1905/06, od lutego 1906 w gimnazjum polskim w Piotrkowie Trybunalskim, aż do aresztowania przez żandarmerię carską w dniu 10 października 1906 za transport bibuły PPS-owej. W 1909 zdał eksternistycznie maturę filologiczną w Państwowym Gimnazjum w Symferopolu na Krymie. Studia odbywał kolejno na Wydziale Filozoficznym Uniwersytetu Jana Kazimierza we Lwowie, na Wydziale Filozoficznym UJ w Krakowie oraz u Lubora Niederlego na Uniwersytecie Karola w Pradze, a doktoryzował się w 1919 na Uniwersytecie Jagiellońskim (rozprawa pt. O kulturze i ludzie cmentarzysk rzędowych w Polsce). W 1915 roku został zatrudniony na stanowisku asystenta w Dziale Archeologicznym Pracowni Antropologicznej Towarzystwa Naukowego Warszawskiego i zajmował je do końca 1918, a w latach 1916–1920 był kustoszem Muzeum Krajoznawczego w Warszawie. W marcu 1920 został powołany przez Wydział Nauki Ministerstwa Wyznań Religijnych i Oświecenia Publicznego na stanowisko państwowego konserwatora zabytków przedhistorycznych okręgu północno warszawskiego i członka Prezydium Grona Konserwatorów Zabytków Przedhistorycznych. W 1929 mianowany został dyrektorem organizowanego przez siebie Państwowego Muzeum Archeologicznego w Warszawie. W tym okresie uratował przed zniszczeniem wiele zabytków archeologicznych, a jednocześnie prowadził intensywne prace terenowe. W wyniku jego starań Muzeum posiadało w 1937 około 140.000 eksponatów i 6729 woluminów w bibliotece. W 1934 habilitował się na Uniwersytecie Poznańskim z prehistorii. Po 1939 próbował ratować zbiory muzealne, ale w 1940 został usunięty przez okupanta niemieckiego i wyjechał do Woli Korytnickiej, gdzie ciężko pracując fizycznie pozostał do października 1946. Pielęgnował też obłożnie chorą żonę, która wkrótce zmarła. W 1946, po jej śmierci, przyjął zaproszenie do Torunia, gdzie na Uniwersytecie, stworzył Zakład Prehistoryczny. Przewodził mu do śmierci w 1951. Został pochowany na Cmentarzu św. Jerzego w Toruniu.
Był dwukrotnie żonaty: od 6 maja 1916 z Zofią z Małkowskich (zm. 1946), chemiczką, nauczycielką, od 27 marca 1948 z Janiną Lichomską, nauczycielką.

## Zainteresowania

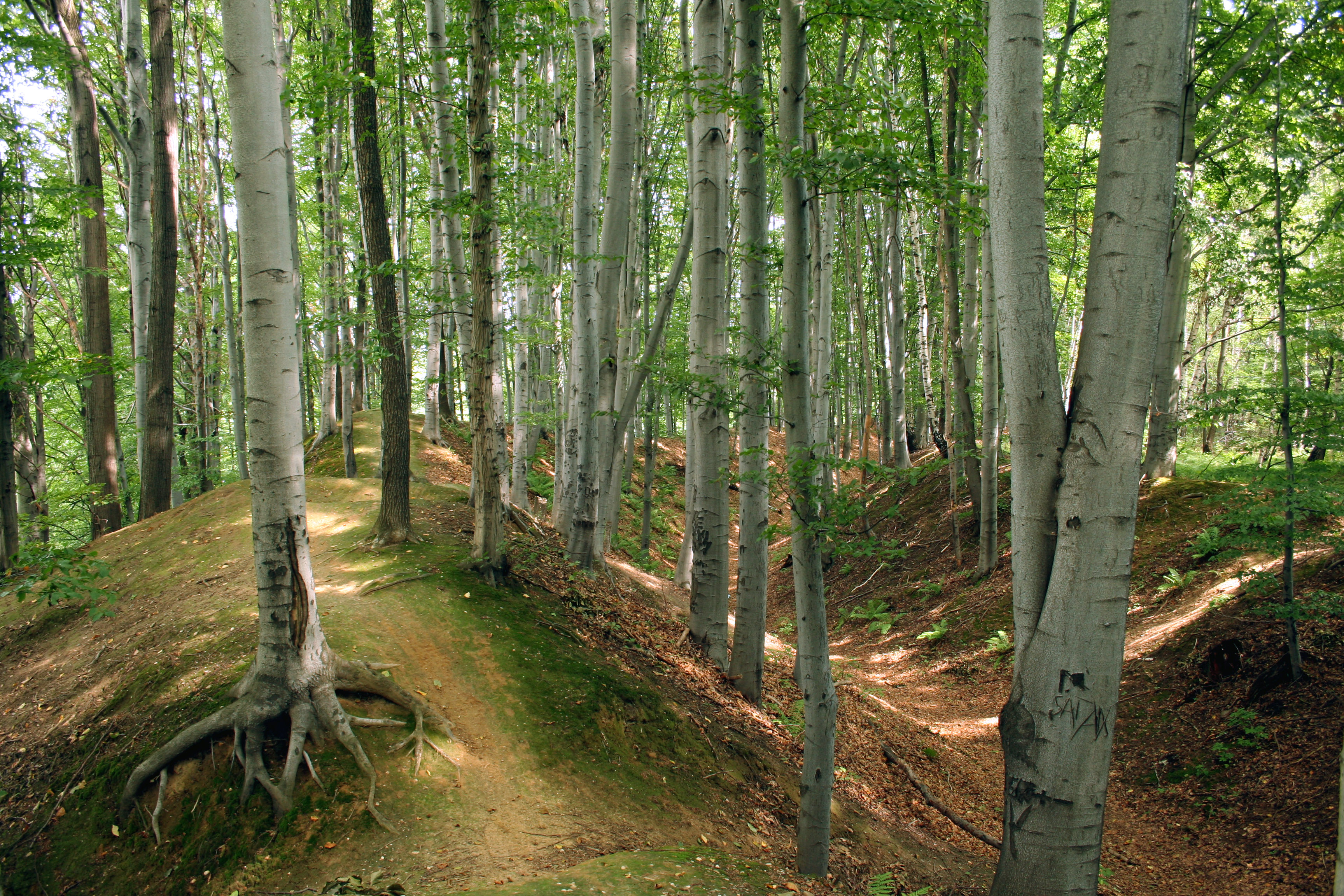
Grodzisko w Lubomi

Głównym obszarem jego zainteresowania było wczesne Średniowiecze. Był zwolennikiem tezy o autochtonizmie Słowian. Do najważniejszych osiągnięć należało m.in. wykazanie rodzimego pochodzenia ozdób srebrnych z X i XI wieku, znajdowanych na obszarze Polski, Łużyc i Połabia, a dotąd uznawanych z importowane ze wschodu. Badał także garncarstwo i wyjaśnił wiele wątpliwości z zakresu technologii garncarskiej wczesnego Średniowiecza. Interesowało go również zagadnienie wczesnej ekspansji mazowieckiej na tereny Jaćwingów i na Ruś północną. W pracy Szlak wyprawy kijowskiej Bolesława Chrobrego w świetle archeologii śledził polskie wpływy na Rusi południowej. Cenne jest jego syntetyczne opracowanie okresu wczesnośredniowiecznego na obszarze Polski międzywojennej. Badał in situ grodziska w Lubomi i Dawidgródku (przed wojną) oraz w Kruszwicy (po wojnie). Rozkopał także cmentarzyska w Prudziszkach, Żwirblach (koło Wilna) i Końskich. Interesował się też numizmatyką od czasów rzymskich do XVI wieku (bardzo cenny był jego referat O skarbach monet rzymskich w Polsce i ich datowaniu, wygłoszony na VI Międzynarodowym Kongresie Archeologicznym w Berlinie w 1939). Pozostawił po sobie około 120 prac naukowych. Był także popularyzatorem wiedzy archeologicznej - zorganizował m.in. pierwszą w Polsce objazdową wystawę archeologiczną. Jego praca Kultura Śląska w zaraniu dziejów była ważnym przyczynkiem do unaocznienia szerokiemu odbiorcy historii polskiej kultury na tych terenach.
Był on także czynnym członkiem wielu towarzystw i instytucji naukowych: Komisji Fizjograficznej, a później Antropologiczno-Archeologicznej Towarzystwa Naukowego Warszawskiego, Komisji Fizjograficznej Polskiego Towarzystwa Krajoznawczego, Komisji Prehistorycznej i Komisji Atlasu Historycznego Polskiej Akademii Umiejętności, Poznańskiego Towarzystwa Przyjaciół Nauk, Instytutu Zachodnio-Słowiańskiego, Instytutu Bałtyckiego, Towarzystwa Naukowego w Toruniu oraz honorowym członkiem Towarzystwa Numizmatycznego w Bukareszcie.

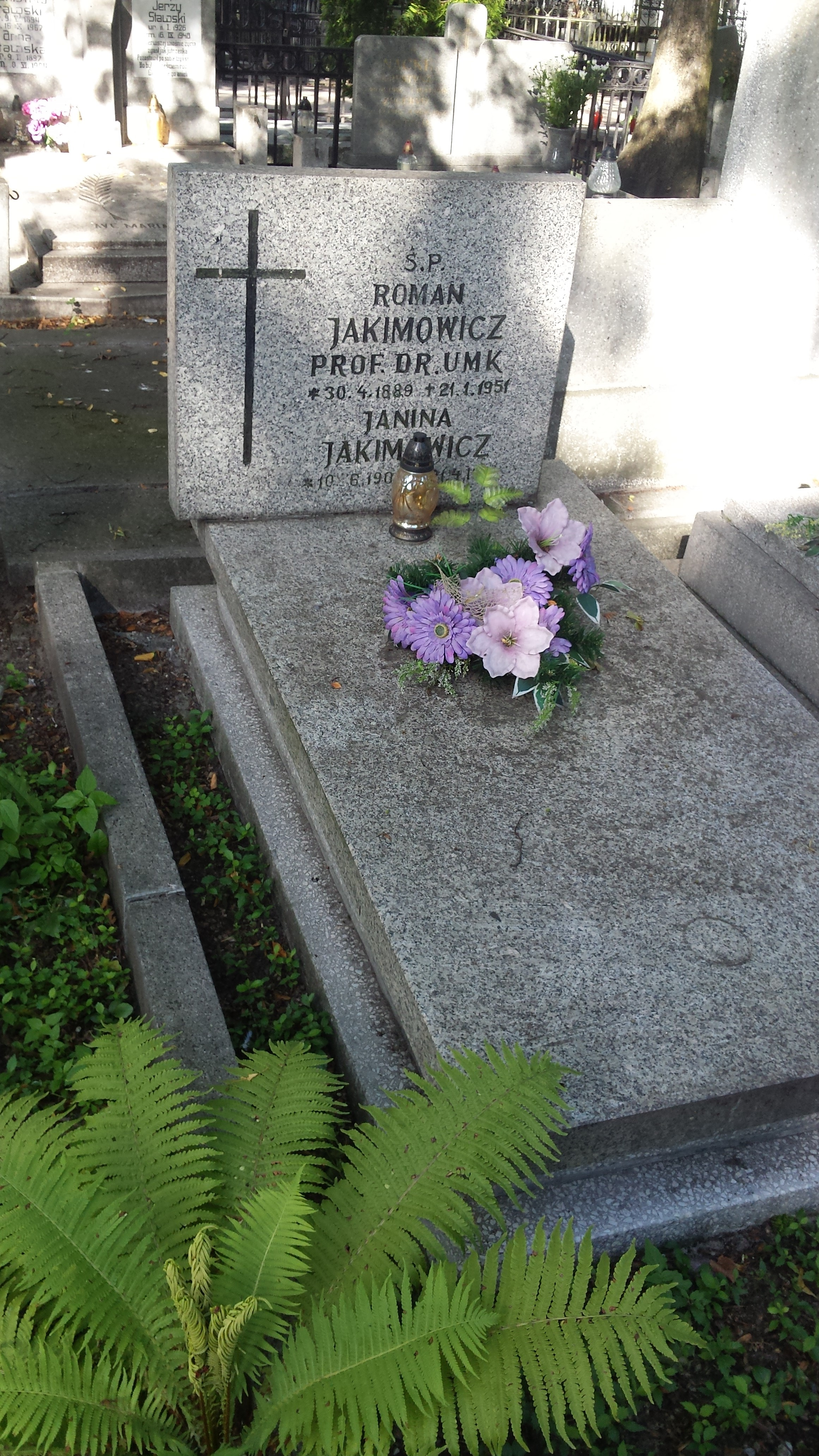
Grób prof. Romana Jakimowicza na Cmentarzu św. Jerzego w Toruniu

## Ordery i odznaczenia
- Złoty Krzyż Zasługi (11 listopada 1936)[2]

## Upamiętnienie
Od 2009 przyznawana jest Nagroda im. Romana Jakimowicza za najlepszą pracę magisterską napisaną i obronioną w Instytucie Archeologii UMK w Toruniu.